# Aleksandra Jarecka
Aleksandra Monika Jarecka, z d. Zamachowska (ur. 11 października 1995 w Krakowie) – polska szpadzistka i prawniczka. Mistrzyni letniej Uniwersjady (2017), mistrzyni Europy seniorek w turnieju drużynowym (2019), indywidualna młodzieżowa mistrzyni Europy (2016, 2018), indywidualna mistrzyni Polski (2017), drużynowa brązowa medalistka olimpijska (2024).

## Kariera sportowa
Występowała w barwach Krakowskiego Klubu Szermierzy i Wisły Kraków. Jest zawodniczką AZS AWF Kraków, gdzie trenuje ją Radosław Zawrotniak.

### Mistrzostwa Polski
Na mistrzostwach Polski seniorów zdobyła trzy medale indywidualnie: złoty w 2017, srebrny w 2016 i 2018 oraz sześć medali drużynowo: złoty w 2020 i 2021, srebrne w 2013, 2014 i 2019 oraz brązowy w 2017.

### Starty międzynarodowe

#### Zawody juniorskie i młodzieżowe
W 2012 wywalczyła brązowy medal mistrzostw Europy juniorów młodszych w turnieju drużynowym (z Magdaleną Wasyluk, Barbarą Rutz i Karoliną Mrochem). W 2014 została brązową medalistką mistrzostw świata juniorów w turnieju drużynowym (z Kamilą Pytką, Jagodą Zagałą i Martyną Swatowską) oraz mistrzynią Europy juniorek w turnieju drużynowym (z Anną Mroszczak, Kamilą Pytką i Jagodą Zagałą). W 2016 i 2018 została indywidualnie młodzieżową mistrzynią Europy, w 2014 zdobyła młodzieżowe wicemistrzostwo Europy (z Blanką Błach, Kamilą Pytką i Jagodą Zagałą), a w 2016 i 2018 brązowy medal młodzieżowych mistrzostw Europy w turnieju drużynowym (w 2016 z Kamilą Pytką, Barbarą Rutz i Martyną Swatowską), w 2018 (z Karoliną Mrochem, Anną Mroszczak i Barbarą Rutz).

#### Zawody seniorskie
W 2018 zdobyła srebrny (z Barbarą Rutz, Renatą Knapik-Miazgą i Ewą Nelip), w 2019 złoty medal mistrzostw Europy seniorek w turnieju drużynowym (z Renatą Knapik-Miazgą, Magdaleną Piekarska i Ewą Nelip)
W 2017 zdobyła na zawodach Letniej Uniwersjady złoty medal w turnieju indywidualnym oraz brązowy medal w turnieju drużynowym (z Kamila Pytką, Barbarą Rutz i Martyną Swatowską).
Reprezentowała Polskę na mistrzostwach świata w 2018 (32 m. indywidualnie i 7 m. drużynowo) i 2019 (41 m. indywidualnie i 8. m. drużynowo) oraz mistrzostwach Europy w 2016 (52 m. indywidualnie, 6 m. drużynowo). Na mistrzostwach Europy w 2018 zajęła 36. miejsce indywidualne, a w 2019 – 12. miejsce indywidualnie.
W 2023 zdobyła brązowy medal w rywalizacji indywidualnej, podczas Pucharu Świata we Włoszech.
W 2024 zdobyła brązowy medal w rywalizacji drużynowej, podczas Igrzysk Olimpijskich w Paryżu. 28 września 2024 wystąpiła w charytatywnym meczu koszykarskim „Olimpijczycy i Paraolimpijczycy dla Powodzian”, z którego dochód został przeznaczony na remont zniszczonej przez powódź hali „Obuwnik” w Prudniku (hala Pogoni Prudnik i Zarzewia Prudnik).

## Kariera prawnicza
Z wykształcenia jest prawniczką, od 2021 r. odbywa aplikację adwokacką.

## Odznaczenia
- Złoty Krzyż Zasługi (2024)[22]